# Tipula (Platytipula) haplostyla
Tipula (Platytipula) haplostyla is een tweevleugelige uit de familie langpootmuggen (Tipulidae). De soort komt voor in het Palearctisch gebied.